# Jason P. Miller

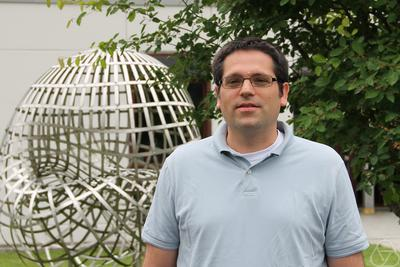
Jason P. Miller

Jason P. Miller  ist ein US-amerikanischer Mathematiker, der sich mit Stochastik befasst.
Miller studierte von 2002 bis 2006 an der University of Michigan in Ann Arbor Mathematik, Informatik und Ökonomie jeweils mit Bachelor-Abschlüssen und danach an der Stanford University, an der er 2011 in Mathematik bei Amir Dembo promoviert wurde (Limit theorems for Ginzburg-Landau {\displaystyle \nabla }-{\displaystyle \phi } random surfaces). Als Post-Doktorand war er bei Microsoft Research und 2012 bis 2015 am Massachusetts Institute of Technology (Schramm Fellow) bei Scott Sheffield. 2015 wurde er Fellow am Trinity College in Cambridge und Reader im Statistik-Labor der Universität Cambridge.
Er befasst sich mit Schramm-Loewner-Evolution (SLE), Zufallsflächen und Irrfahrten, Mischungszeiten für Markow-Ketten, wechselwirkenden Teilchensystemen (Interacting Particle Systems) und auch mit Finanzmathematik.
Mit Scott Sheffield untersuchte er die Geometrie Gaussscher Freier Felder (Gaussian Free Field, GFF), die als Analoga von Brownschen Bewegungen aufgefasst werden können, wenn die Zeit durch zwei räumliche Dimensionen (mit Werten in einem ebenen Gebiet D) ersetzt wird. Sie studierten Höhenfunktionen {\displaystyle h} der GFF und Vektorfelder {\displaystyle e^{iah}}  (mit einer Konstanten {\displaystyle a}) und entsprechende Flüsse. Das wurde von ihnen imaginäre Geometrie genannt, und sie konnten viele SLE in GFF's einbinden. Miller und Sheffield zeigten auch, dass zwei Beschreibungen von Zufallsflächen, Brownsche Abbildungen (Brownian Maps, TBM) und Liouville Quantengravitation (LQG), eingeführt von Alexander Polyakov, äquivalent sind.

## Auszeichnungen
2015 erhielt Miller den Rollo-Davidson-Preis, 2016 den Whitehead-Preis und 2017 den Clay Research Award. 2018 ist der Vortragender auf dem ICM (Liouville quantum gravity as a metric space and a scaling limit). Für 2023 wurde ihm der Leonard Eisenbud Prize zuerkannt. Ebenfalls 2023 erhielt er den Fermat-Preis. 2025 wurde Miller zum Mitglied der Royal Society gewählt.

## Schriften
- Miller, Sheffield:Liouville quantum gravity and the Brownian map, Teil 1: The QLE(8/3,0) metric, 2015,  Arxiv, Teil 2: geodesics and continuity of the embedding,  2016,  Arxiv
- Miller, Sheffield: Quantum Loewner Evolution, Duke Math. J., Band 165, 2016, S. 3241–3378, Arxiv
- Miller, Sheffield: Imaginary geometry, Teil 1, 2012, Arxiv, Teil 2,  Arxiv, Teil 3, Arxiv, Teil 4, Arxiv